# Готаб
Готаб или котаб (на персийски: قطاب, qottâb, на турски: Devir Tatlisi) е традиционен ирански сладкиш. За приготвянето му се използват брашно, яйца, захар, кисело мляко, кардамон и канела. Тестото се разточва, нарязва се на парчета, в тях се завиват бадеми или орехи и се пържат в растителна мазнина, след което се поръсват с пудра захар.